# Michael Wolf
Pour les articles homonymes, voir Wolf.
Michael Wolf (né le 30 juillet 1954 à Munich et mort le 24 avril 2019  dans l'île de Cheung Chau, à Hong Kong) est un artiste et photographe allemand connu notamment pour ses travaux sur la représentation de la vie quotidienne dans les mégalopoles, plus particulièrement Hong Kong (où il s'est installé en 1994), Tokyo, Chicago,  New York et Paris.
Ancien photojournaliste, il a été lauréat à deux reprises du World Press Photo en 2005, puis en 2010.

## Biographie
Né à Munich, Michael Wolf a grandi en Europe, en Californie aux États-Unis ainsi qu'au Canada. Il a étudié à l'université de Californie à Berkeley et à la Folkwang Universität, située à Duisbourg et Essen, où il a eu comme professeur Otto Steinert. Il part s'installer à Hong Kong en 1994 comme photojournaliste pour le magazine Stern. Il vit dix ans en Chine, puis s'installe à Paris en France avec sa famille où il travaille comme photographe indépendant.
Michael Wolf s'attache à montrer dans ses photographies l'hyper-densité des mégalopoles, avec des plans serrés, sans horizon, produisant des images qui présentent des architectures très denses, à la limite de l'abstraction, ou des corps comprimés ensemble. L'une de ses séries les plus connues, réalisée pendant quatre années au sein de la station Shimo-Kitazawa, dans le quartier du même nom, l'un des quartiers de Setagaya (世田谷区, Setagaya-ku) situé à l'ouest de Tokyo, est Tokyo Compression. Publiée en 2010 dans un livre portant ce titre, édité par Peperoni Books , avec un texte de Christian Schüle, elle évoque les modes de vie dans les villes en documentant les trajets quotidiens, lors des heures de pointe, dans le métro de Tokyo . Elle montre des voyageurs pressés contre les vitres embuées, photographiés en plan serré, et illustre bien cette notion de densité, traduisant une sensation d'étouffement et montrant l'absurdité de certains de nos modes de vie quotidiens dans les centres urbains. Dans la préface du livre, Christian Schüle exprime le sentiment que le spectateur peut ressentir en découvrant ces photographies : « dans les images de Michael Wolf, nous voyons d'innombrables visages humains, chacun essayant de maintenir cette folie évidente à sa manière. »
Michael Wolf meurt d'un cancer à l'âge de 64 ans, le 24 avril 2019, dans son appartement sur l'île de Cheung Chau à Hong Kong, où il vivait avec sa femme Barbara et leur fils.

## Publications
- 2001 : China im Wandel (avec Harald Maass), Frederking & Thaler Verlag, Munich •  (ISBN 978-3-89405-455-7)
- 2002 : Sitting in China, Steidl, Göttingen •  (ISBN 3-88243-670-0)
- 2004 : Chinese Propaganda Posters: Portfolio, Taschen Verlag, Cologne •  (ISBN 978-3-82283-472-5)
- 2005 : Hong Kong Front Door Back Door, Thames & Hudson, Londres •  (ISBN 0-500-54304-6)
- 2008 : Anchee Min, Duo Duo et Stefan Landsberger, Chinese Propaganda Posters: From the Collection of Michael Wolf, édition spéciale du 25e anniversaire de Taschen : Taschen, Cologne [7]. •  (ISBN 978-3-8365-0316-7)
- 2008 : The Transparent City, Aperture/ MoCP, New York •  (ISBN 978-1-59711-076-1)
- 2009 : Hong Kong Inside Outside, Asia One/Peperoni Books, Berlin •  (ISBN 978-3-94182-504-8)
- 2010 : FY, Wanderer Books/Peperoni Books, Berlin [8]. •  (ISBN 978-3-941825-19-2)
- 2010 : Tokyo Compression, Asia One/Peperoni Books, Berlin. •  (ISBN 978-3-94182-508-6)
- 2010 : Hong Kong corner houses, Hong Kong University Press, Hong Kong. •  (ISBN 978-9-88802-872-6)
- 2011 : Asoue (A Series of Unfortunate Events), 2e édition, Wanderer Books/Peperoni Books, Berlin. •  (ISBN 978-3-94182-510-9)
- 2011 : Tokyo Compression Revisited, Asia One/Peperoni Books, Berlin [9]. •  (ISBN 978-3-94182-525-3)
- 2011 : Real Fake Art, Peperoni Books, Berlin. •  (ISBN 978-3-94182-520-8)
- 2012 : Architecture of Density, Peperoni Books Berlin. •  (ISBN 3-94182-505-4)
- 2013 : Bottrop-Ebel 76, Peperoni Books, Berlin •  (ISBN 978-3-94182-540-6).
- 2013 : Hong Kong Trilogy, Peperoni Books, Berlin •  (ISBN 978-3-94182-559-8).
- 2014 : Hong Kong Flora, Peperoni Books, Berlin. •  (ISBN 978-3-94182-562-8) - Édition en 400 exemplaires.
- 2015 : Tokyo Compression Three, 112 pages, Peperoni Books, Berlin •  (ISBN 978-3-94182-541-3)
- 2015 : Hong Kong Umbrella (avec Lam Yik Fei), Peperoni Books, Berlin •  (ISBN 978-3-94182-575-8)
- 2016 : Hong Kong Assemblage Deconstructed, 80 pages, Peperoni Books, Berlin •  (ISBN 978-3-94182-589-5)
- 2016 : Hong Kong Coat Hangers, 80 pages, Peperoni Books, Berlin •  (ISBN 978-3-94124-908-0)
- 2016 : Informal Solutions - Observations in Hong Kong Back Alley, 257 pages, textes de Michael Wolf, Lai Chi Pong, Lee Ho Yin,Lynne D. DiStefano et Marc Feustel, WE Press, Berlin •  (ISBN 978-9-88142-303-0)
- 2016 : Hong Kong Rubber Boots and Shoes, 72 pages, Peperoni Books, Berlin •  (ISBN 978-3-94182-593-2)
- 2017 : Tokyo compression final cut, 120 pages, Peperoni Books, Berlin •  (ISBN 978-3-94124-909-7)
- 2017 : Hong Kong Storage, 296 pages, plus de 400 photographies, Peperoni Books, Berlin •  (ISBN 978-3-94124-910-3)
- 2017 : Michael Wolf Works, textes de Marc Feustel, Jan-Philipp Sendker, Wim van Sinderen et Michael Wolf, 296 pages Peperoni Books, Berlin •  (ISBN 978-3-94124-920-2)
- 2019 : Hong Kong Lost Laundry, Buchkunst, Berlin •  (ISBN 978-3-98198-053-0)
- 2019 : Cheung Chau Sunrises, Buchkunst, Berlin •  (ISBN 978-3-98198-055-4)

## Récompenses et distinctions
- 2005 : World Press Photo Award : 1er prix, catégorie « Contemporary Issues Stories »[4]
- 2010 : World Press Photo Award : 1er prix, catégorie « Daily Life »[4]
- 2011 : World Press Photo Award : mention honorable, catégorie « Daily Life »[4].